# Calystegia purpurata
Calystegia purpurata ist eine Pflanzenart aus der Gattung der Zaunwinden (Calystegia) aus der Familie der Windengewächse (Convolvulaceae). Die Art ist in Kalifornien endemisch verbreitet.

## Beschreibung
Calystegia purpurata ist eine ausdauernde oder halbstrauchartige Pflanze, die einen holzigen Caudex als Überdauerungsorgan bildet. Die Pflanze ist unbehaart und oftmals blaugrün überzogen. Die Zweige sind niederliegend bis stark kletternd und werden bis zu 7 m lang. Die Blattspreite ist meist 1,5 bis 5 cm lang, dreieckig und mit abstehenden Lappen gelappt. Diese sind zwei- bis dreispitzig, der Bogen ist V-förmig oder mehr oder weniger geschlossen.
Die Blütenstände bestehen aus ein bis fünf Blüten, die Blütenstandsstiele überragen die sie begleitenden Laubblätter deutlich. Die Vorblätter sind 2 bis 16 mm lang, 0,4 bis 1,5 mm breit, meist linealisch geformt und setzen 3 bis 16 mm unterhalb des Kelches an, meist ohne ihn zu überlappen. Die Kelchblätter haben eine Länge von 7 bis 14 mm. Die Krone ist weiß oder cremefarben bis violett gefärbt und oftmals mehr oder weniger violett gestreift. Sie hat eine Länge von 23 bis 52 mm.

## Verbreitung
Die Art ist in Kalifornien nahe der Pazifikküste endemisch. Sie wächst im Chaparral und küstennahen Strauchformationen in Höhenlagen unter 300 m.

## Systematik
Man kann zwei Unterarten unterscheiden:
- Calystegia purpurata subsp. purpurata: Sie kommt im westlichen Kalifornien vor.[1]
- Calystegia purpurata subsp. saxicola (Eastw.) Brummitt: Sie kommt im nordwestlichen Kalifornien vor.[1]